# بندور
البندور وتكتب (بالأوكرانية: бандура) وتعني التقاط الخيط وهي آلة شعبية أوكرانية تجمع بين عناصر من آلة القانون والعود ويعود تاريخها إلى عام 1940م.

## طالع المزيد
- مندورة